# Rosalyn Scott
Pour les articles homonymes, voir Scott.
Rosalyn P. Scott (née en 1950) est une chirurgienne thoracique américaine connue pour son travail dans l'éducation et pour avoir été la première femme afro-américaine à devenir un chirurgien thoracique,.

## Enfance et éducation

La New York University School of Medicine, où Scott a obtenu son doctorat.

Scott est née et a grandi à Newark, New Jersey, et s'est inspirée de son père et de son oncle pour devenir un médecin traitant. Son père était dentiste, et son cabinet dentaire a été la première source d'inspiration pour Scott : elle y aide son père le samedi matin en nettoyant les instruments dentaires, en mettant à jour les informations et en organisant les documents concernant les patients. 
Le père de Scott souffre d'une crise cardiaque quand elle était en third grade (équivalent du CE2 français). Il y survit et encourage Scott à devenir un chirurgien. L'oncle de Scott est alors un chirurgien thoracique et le président de l'hôpital où il a travaillé à Chicago.
Scott poursuit ses études de lycée à l'institut polytechnique Rensselear à Troy et y obtient un baccalauréat en chimie, en 1970. Elle déménage ensuite pour la New York University School of Medicine, et y obtient son diplôme en 1974, malgré le fait qu'elle soit victime de sexisme et de racisme dans le domaine médical pendant ce temps. Elle reste à New York City pour ses stages et son internat, qui ont lieu au Saint Vincent's Catholic Medical Center (en) et au St. Clare's Hospital and Health Center. 
Scott continue sa résidence en tant que chirurgien thoracique au Boston Medical Center (en) de 1977 à 1979. Elle est ensuite retournée à New York, de Boston pour une résidence à nouveau au St. Clare's Hospital and Health Center, puis au New York Medical College, où elle s'est spécialisée dans la chirurgie cardiaque et la chirurgie générale. En faisant cela, Scott devient la première femme afro-Américaine à établir sa résidence en chirurgie cardiothoracique. 
Scott a continué sa formation en chirurgie cardio-vasculaire comme un homme à la Texas Heart Institute, où elle a été la première à recevoir la bourse Marie A. Fraley en chirurgie cardiovasculaire en 1980. En 1994, le Dr Scott reçoit une Maîtrise en Sciences de l'administration de la santé du College of Business de l'Université du Colorado.

## Carrière

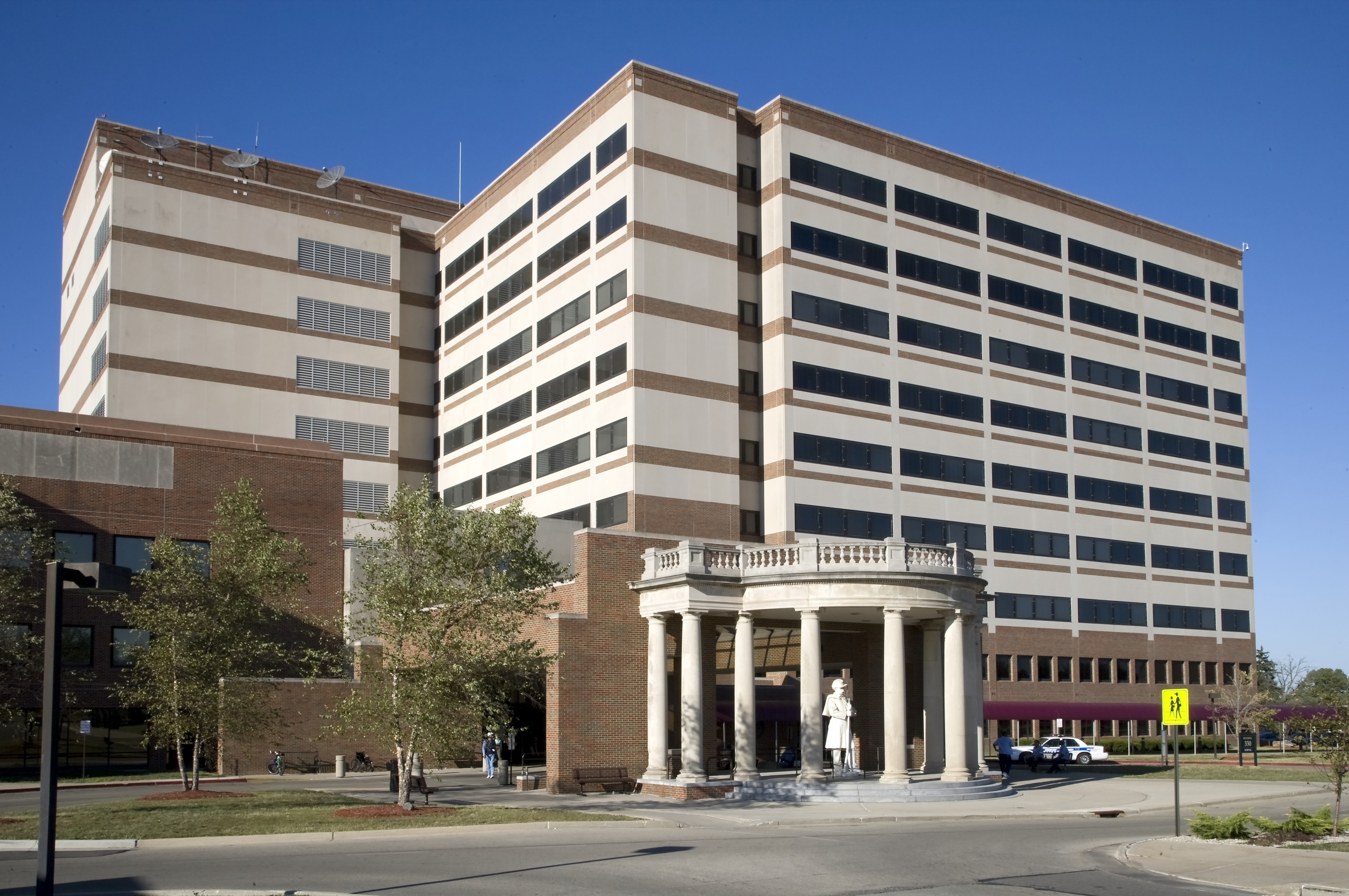
Le Dayton VA Medical Center, où le Dr Scott est actuellement Chef des Services Chirurgicaux

En 1981, après que Scott a terminé ses études postdoctorales, elle est nommée en tant que professeure adjointe de chirurgie à l'Université du Texas Medical School à Houston. Elle teste à Houston jusqu'en 1983, où elle est ensuite nommée professeur adjoint de chirurgie à l'UCLA (Los Angeles) au Charles R. Drew School of Medicine and Science (Drew University). Alors qu'elle est à la Drew University, le Dr Scott est directrice adjointe de la chirurgie générale du programme de résidence (1990-1997), vice-présidente pour la recherche et les affaires académiques dans le service de chirurgie (1991-1997), ainsi que la directrice du groupe de recherche en chirurgie de la Drew University (1993-1997). Elle est professeure associée de recherche (1994-1997) puis professeure adjointe (1998-2001) à l'École d'Administration de la Santé et de la Politique à l'Université de l'Arizona. Bien que nommée à la Drew University, le Dr Scott est également chirurgienne au Brotman Hospital (en) et au centre médical Harbour-UCLA. Tout en travaillant à ces endroits, elle s'est concentrée sur la recherche sur le stress au travail au sein de résidents en chirurgie et sur les disparités de soins pour la santé cardiovasculaire et le cancer du poumon. En 1987, elle quitte l'UCLA, et en 2007, elle quitte la Drew University pour l'Université d'État Wright, où elle est actuellement professeure ainsi que le Chef des services de chirurgie du Dayton Veterans Affairs Medical Center (en) à Dayton, Ohio,.
Tout au long de sa carrière, elle reste une pionnière pour les femmes afro-Américaines dans son domaine. Première femme afro-Américaine chirurgien thoracique, elle est également la première femme afro-Américaine à être admise à la Société des Chirurgiens de l'Université (Society of University Surgeons). Elle a co-fondé deux organisations destinée à supporter les autres chirurgiens afro-Américains et à encourager les étudiants à lutter contre la discrimination : la Society of Black Academic Surgeons, fondée en 1986, et l'Association of Black Cardiovascular and Thoracic Surgeons, fondée en 1999.

## Recherche
Scott a mené de nombreuses recherches concernant la région thoracique. Ses recherches portent sur les disparités de santé qui touchent les personnes ayant une maladie cardiovasculaire et un cancer du poumon, et le stress au travail qui affecte les chirurgiens. Elle a siégé à de nombreux conseils de recherche et a créé d'autres organisations pour médecins spécialisés dans le cardiovasculaire et le thoracique, y compris l'Association of Black Cardiovascular and Thoracic Surgeons.

## Honneurs et récompenses
- La première femme afro-Américaine à avoir été formée en chirurgie thoracique (1977)
- La première fellow du Mary A. Fraley Fellow, Texas Heart Institute (1980)
- Membre fondateur de la Society of Black Academic Surgeons (1986)
- Première femme afro-Américaine à devenir membre de la Société des Chirurgiens de l'Université (1995)
- Membre fondateur de l'Association of Black Cardiovascular and Thoracic Surgeons (1999)
- Ancienne Présidente de Women in Thoracic Surgery[1]